# Oligia bruneonigra
Oligia bruneonigra is een vlinder uit de familie van de uilen (Noctuidae). De wetenschappelijke naam van deze soort werd in 1973 gepubliceerd door Bernard Laporte. De soort werd beschreven op basis van enkele individuen verzameld in Kameroen. Ze werd later ook in Kenia aangetroffen.